# 诺夫莱哈斯
诺夫莱哈斯，是西班牙卡斯蒂利亚-拉曼恰托莱多省的一个市镇。总面积70平方公里，总人口3012人（2001年），人口密度43人/平方公里。